# Harry de Vlugt
Harry de Vlugt (* 26. Mai 1947 in Bandoeng; † 6. November 2016 in Enschede) war ein niederländischer Fußballspieler.
Harry de Vlugt spielte für den SC Enschede und den FC Twente Enschede, bevor er 1971 nach Deutschland zum SV Meppen wechselte. Der niederländische Rechtsaußen blieb ein Jahr in Meppen und wechselte dann zu Rot-Weiss Essen. Essen spielte in der Regionalliga und in der Saison 1972/73 ließen de Vlugt und seine Mitspieler wie Heinz Stauvermann und Willi Lippens im Ligabetrieb alle anderen Mannschaften hinter sich. Zu Saisonende konnte so die Meisterschaft mit fünf Punkten Vorsprung auf den SC Fortuna Köln gefeiert werden. In der anschließenden Aufstiegsrunde zur Bundesliga zeigte de Vlugt seine Qualität: In allen acht Spielen kam er zum Einsatz und erzielte sechs Tore, allein drei beim Sieg gegen Röchling Völklingen. In der Bundesliga entwickelte er sich in Essen zu einer festen Größe, in der ersten Saison erzielte er elf Tore in 22 Spielen. Die nächste Saison wurde seine letzte; er wurde noch fünfmal eingesetzt und beendete seine Karriere verletzungsbedingt.